# Рятуш
Ряту́ш (рос. Рятуш, башк. Рәтүш) — присілок у складі Нурімановського району Башкортостану, Росія. Входить до складу Новосубаївської сільської ради.
Населення — 7 осіб (2010; 13 у 2002).
Національний склад:
- татари — 61 %
- башкири — 31 %